# Węgorzyno (gemeente)
De gemeente Węgorzyno is een stad- en landgemeente in powiat Łobez. Aangrenzende gemeenten:
- Dobra, Łobez en Radowo Małe (powiat Łobez)
- Drawsko Pomorskie (powiat Drawski)
- Chociwel en Ińsko (powiat Stargardzki)

Zetel van de gemeente is in de stad Węgorzyno.
De gemeente beslaat 24,0% van de totale oppervlakte van de powiat.

## Demografie
Stand op 30 juni 2004:
| Omschrijving                   | Totaal | Totaal | Vrouwen | Vrouwen | Mannen | Mannen |
| ------------------------------ | ------ | ------ | ------- | ------- | ------ | ------ |
| eenheid                        | aantal | %      | aantal  | %       | aantal | %      |
| inwoners                       | 7344   | 100    | 3655    | 49,8    | 3689   | 50,2   |
| bevolkingsdichtheid (inw./km²) | 28,7   | 28,7   | 14,3    | 14,3    | 14,4   | 14,4   |

De gemeente heeft 19,0% van het aantal inwoners van de powiat. In 2002 bedroeg het gemiddelde inkomen per inwoner 1411,59 zł.

## Plaatsen
- Węgorzyno (Duits Wangerin, stad sinds 1460)

Administratieve plaatsen (sołectwo) van de gemeente Węgorzyno:
- Brzeźniak, Chwarstno, Cieszyno, Kraśnik Łobeski, Lesięcin, Mielno, Mieszewo, Przytoń, Runowo, Sarnikierz, Sielsko, Stare Węgorzynko, Trzebawie, Wiewiecko, Winniki en Zwierzynek.